# Distrito electoral federal 39 del estado de México
El XXXIX Distrito Electoral Federal del Estado de México es uno de los 300 distritos electorales en los que se encuentra dividido el territorio de México para la elección de diputados federales y uno de los 40 en los que se divide el Estado de México. Su cabecera es la ciudad de Los Reyes Acaquilpan.
El territorio que conforma el Distrito Electoral XXXIX del Estado de México es el de los municipios de Chicoloapan y de La Paz.
El Distrito XXXIX fue creado por el proceso de redistritación llevado a cabo en 2005 por el Instituto Federal Electoral, por lo que ha elegido diputados federales a partir de 2006 a la LX Legislatura.

## Diputados por el distrito
| Diputado                         | Grupo parlamentario | Legislatura | Periodo     |
| -------------------------------- | ------------------- | ----------- | ----------- |
| Juan Manuel San Martín Hernández |                     | LX          | 2006 - 2009 |
| Andrés Aguirre Romero            |                     | LXI         | 2009 - 2012 |
| Cristina González Cruz           | LXII                | 2012 - 2015 |             |
| Andrés Aguirre Romero            | LXIII               | 2015 - 2018 |             |
| José Luis Montalvo Luna          |                     | LXIV        | 2018 - 2021 |
| Alan Castellanos Ramírez         |                     | LXV         | 2021 - 2024 |
| José Luis Montalvo Luna          |                     | LXVI        | 2024 -      |

## Resultados electorales

### 2021
|  | 45.8716 % |

|  | 40.0609 % |

|  | 5.3672 % |

|  | 2.4053 % |

|  | 1.8702 % |

|  | 1.1084 % |

|  | 0.0938 % |

|  | 3.2221 % |

|  | 100.00 % |

### 2018
|  | 47.3883 % |

|  | 34.6638 % |

|  | 15.1351 % |

|  | 0.0716 % |

|  | 2.7410 % |

|  | 100.00 % |